# Chemistry (албум)
Chemistry е третият студиен албум на английската група Гърлс Алауд издаден през декември 2005. Албумът достига номер 11 във Великобритания и е с общи продажби от 350 хиляди копия и получава платинен статус.

## Списък с песните

### Оригинален траклист
1. Intro – 0:42
2. Models – 3:28
3. Biology – 3:35
4. Wild Horses – 3:23
5. See the Day – 4:04
6. Watch Me Go – 4:05
7. Waiting – 4:13
8. Whole Lotta History – 3:47
9. Long Hot Summer – 3:52
10. Swinging London Town – 4:02
11. It's Magic (Никола) – 3:22

### Интернационално издание
1. The Show – 3:36
2. I'll Stand by You – 3:43

### Бонус песни
1. No Regrets (Надин) – 3:21
2. Racy Lacey – 3:06

### Британско специално Коледно издание
1. I Wish It Could Be Christmas Everyday – 3:59
2. I Wanna Kiss You So (Christmas In A Nutshell) – 3:38
3. Jingle Bell Rock – 1:57
4. Not Tonight Santa – 2:42
5. White Christmas – 2:57
6. Count the Days – 3:56
7. Christmas Round at Ours – 3:06
8. Merry Xmas Everybody – 3:48